# Arrest NBM/Securicor
Het arrest NBM/Securicor (HR 18 november 1994, NJ 1995/170) is een arrest van de Nederlandse Hoge Raad dat betrekking heeft op:
- onrechtmatige daad moedervennootschap jegens crediteur van een dochtervennootschap,
- door de moeder opgewekt vertrouwen dat schulden van de dochter zouden worden voldaan.

## Casus
De Nederlandse Benzol Maatschappij BV (NBM) is enig aandeelhoudster en bestuurder van Van Luijk Moerdijk BV. Op 8 november 1989 is op het terrein van Van Luijk door onbekenden brand gesticht. Op 22 november wordt besloten dat de bedrijfsactiviteiten voorgoed worden gestaakt. Op 23 november sluit Van Luijk een beveiligingsovereenkomst met het beveiligingsbedrijf Securicor. Nog voor het sluiten van deze overeenkomst vindt een gesprek plaats met Securicor, waarbij ook een functionaris van NBM, de heer Kikkert, aanwezig is;
zijn visitekaartje vermeldt de functie "manager operations" (bij NBM). In dit gesprek delen de functionarissen van Van Luijk en NBM mede, "dat Van Luijk haar bedrijfsactiviteiten ging beëindigen en dat haar crediteuren behoorlijk zouden worden behandeld". Eind januari of begin februari 1990 gaat Van Luijk failliet. Vlak voor het faillissement is de rekening tot 1 januari betaald, waarna de factuur voor de werkzaamheden van Securicor tot 5 februari onbetaald blijft.

## Rechtsvraag
Is de moedervennootschap op grond van onrechtmatige daad jegens een crediteur van de dochter aansprakelijk?

## Procesgang
Securicor vordert van NBM betaling van de onbetaald gebleven factuur ten bedrage van f 29.581,57. Deze vordering is door de rechtbank toegewezen. Dit vonnis is in hoger beroep door het gerechtshof bekrachtigd. Het cassatieberoep is verworpen.

### Rechtbank
Securicor vordert van NBM betaling van voormelde factuur, stellende —zoals samengevat door de Rechtbank— dat zij de door Visser en Kikkert in voormeld gesprek jegens haar afgelegde verklaringen heeft opgevat en mogen opvatten als afkomstig van NBM, en dat zij, gelet op de vennootschappelijke relatie van NBM tot Van Luijk en in aanmerking nemende dat haar diensten nodig waren voor een correcte afwikkeling van de zaken van Van Luijk, de bedoelde verklaringen aldus heeft opgevat en heeft mogen opvatten dat zij erop mocht vertrouwen dat Van Luijk in staat was c.q. door NBM in staat gesteld zou worden haar financiële verplichtingen jegens Securicor na te komen, althans dat als dit niet meer het geval was, NBM dit tijdig aan Securicor kenbaar zou maken. Door zowel het een als het ander na te laten, aldus Securicor, heeft NBM onrechtmatig jegens Securicor gehandeld,
zodat NBM verplicht is de als gevolg hiervan door Securicor geleden schade —zijnde het bedrag van genoemde factuur— te vergoeden.
De Rechtbank heeft de vordering toegewezen op grond van haar oordelen, kort samengevat,
dat Securicor de mededelingen van Kikkert in voormeld gesprek mocht opvatten als een van NBM afkomstige verklaring van de door Securicor gestelde strekking, dat die strekking onder de ten processe gebleken omstandigheden meebrengt dat NBM gehouden was ervoor zorg te dragen dat Securicor voor haar diensten werd betaald, en dat het niet nakomen van die verplichting onrechtmatig is en NBM verplicht tot vergoeding van de schade van Securicor tot het bedrag van haar uitstaande factuur. [HR, r.o. 3.2]

### Hof
Dit vonnis is door het hof bekrachtigd.
Het Hof oordeelt, dat NBM onrechtmatig heeft gehandeld door niet voor betaling van de factuur te zorgen,
gelet op het door NBM bij Securicor gewekte en vervolgens niet gehonoreerde vertrouwen.
Het hof overwoog:

Securicor mocht aan de namens NBM gedane mededelingen het vertrouwen ontlenen dat NBM zich zo nodig de belangen van crediteuren en dus ook van Securicor zou aantrekken, zodat Securicor geen aanleiding had om de risico’s verbonden aan het ‘in zee gaan’ met een bedrijf dat ‘ten onder is gegaan’, tevoren —bijvoorbeeld door het verlangen van zekerheid van NBM— te dekken, en dus ervan mocht uitgaan dat NBM ervoor zou zorgen dat haar voor Van Luijk te verrichten diensten zouden worden betaald.

### Hoge Raad
De Hoge Raad overwoog:

Het Hof heeft, mede in aanmerking genomen dat NBM enig aandeelhouder en bestuurder van Van Luijk is, niet blijk gegeven van een onjuiste rechtsopvatting door op grond van het door NBM (bij monde van Kikkert) bij Securicor gewekte en vervolgens niet gehonoreerde vertrouwen te oordelen dat NBM onrechtmatig heeft gehandeld door niet voor betaling van de factuur te zorgen.
[r.o. 3.4]

## Tot besluit
Dus de moeder is aansprakelijk voor bepaalde schulden van de dochtervennootschap.
De annotator rangschikt deze casus "onder het type van gevallen waarbij het bewerken van een onjuiste schijn van kredietwaardigheid van de dochter een rol speelt."